# دهستان پائین برزند
دهستان پائین برزند، دهستانی در بخش مرکزی شهرستان گرمی استان اردبیل ایران است.

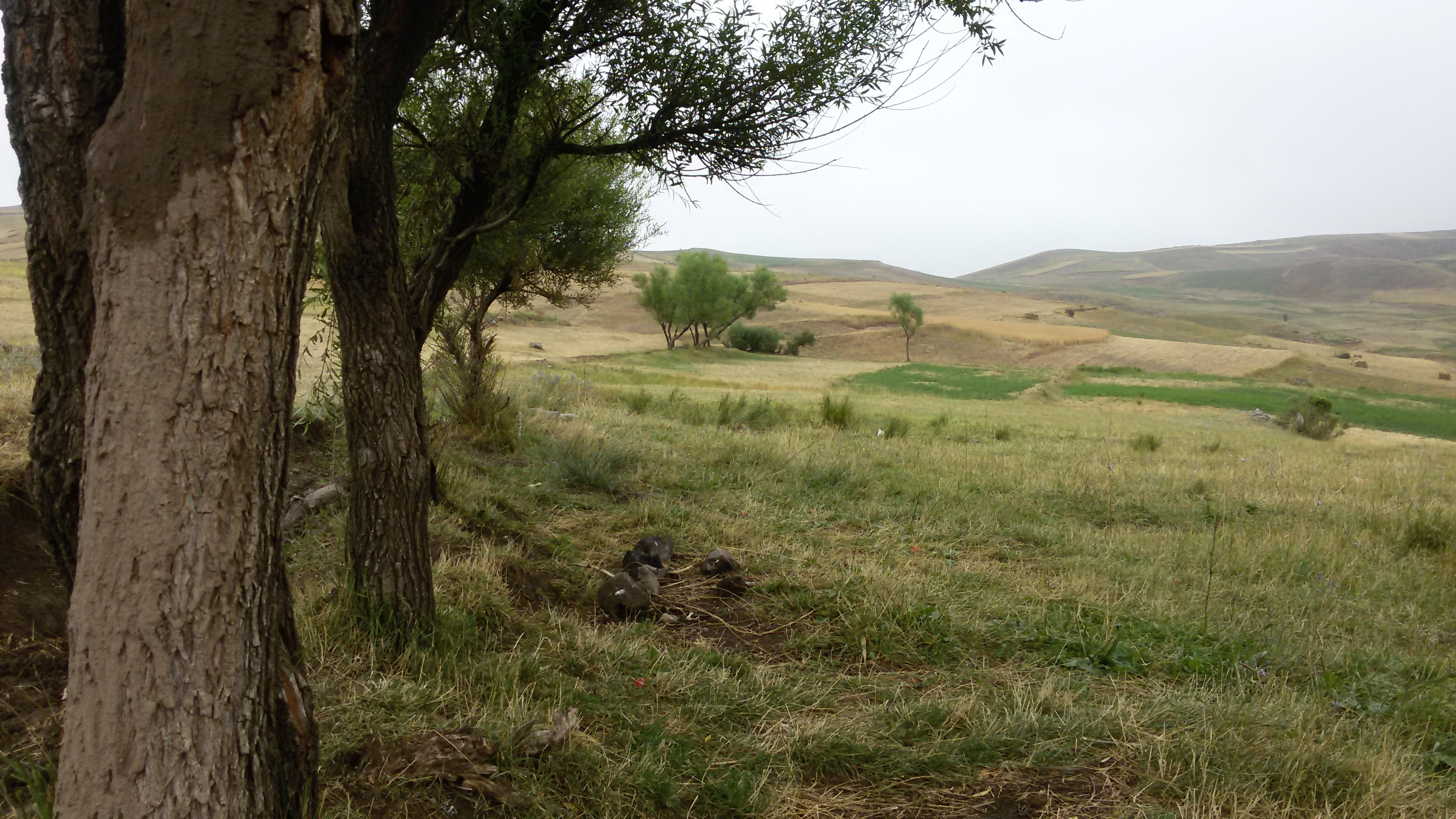
اردبیل

بَرْزَند، دهستان و شهری تاریخی در استان اردبیل
۱) دهستان پائین برزند مشتمل است بر ۴۹ آبادی که جمعیت آن در ۱۳۷۱ ش به حدود ۶۶۲، ۷ تن می‌رسید. هوای آن گرم و آب آن عمدتاً از چاه و چشمه‌است. کشت گندم و جو، دامداری و فرشبافی در آن رواج دارد. مرکز برزند (پایین برزند) ده قاسم کندی در ارتفاع ۸۸۰، ۱ متری در هجده کیلومتری شمال شرقی ده رضی (اَرشَق) واقع است. این مرکز دارای مسجد و مدرسه‌است (سازمان جغرافیائی نیروهای مسلح جمهوری اسلامی ایران، ج ۸، ص ۱۲۹). به نوشتة رزم آرا، دهستان برزند تابع اردبیل و مرکز آن قلعة برزند بود (ج ۴، ص ۸۷) که در ۱۳۵۵ ش تابع بخش گِرمی در شهرستان مغان شد. بنابر فهرست تقسیمات کشوری در ۱۳۶۶ ش، به مرکزیت قاسم کندی در شهرستان مغان، و در ۱۳۷۱ ش به نام پایین برزند، به مرکزیت قاسم کندی، ضبط شده‌است. ویرانه‌های شهر قدیمی برزند در آبادی قلعة برزند در حدود دوازده کیلومتری مغرب شهر گرمی برجاست. ظاهراً قلعة برزند که در زمان سلطنت ناصرالدین شاه تعمیر شده بود و به نام قلعه یِنِرال (جنرال) خوانده می‌شد (ساعدی، ص ۷۹)، بعدها دوباره ویران شد.
۲) شهر تاریخی. از پیشینة برزند پیش از اسلام اطلاعی در دست نیست. نام آن از قرن دوم و سوم در قیام بابک خرم دین در کتاب‌ها آمده‌است. به نوشتة ابن خرداذبه (ص ۱۲۱)، افشین در جنگ با بابک، برزند را مستحکم، و به لشکرگاه خود تبدیل کرد؛ بدین صورت که در فاصلة دو فرسنگی برزند به سوی بذ *، در سادراسب، یک خندق و با فاصلة دو فرسنگ از آن در زهرکَش خندقی دیگر، و سپس در دو فرسنگی زهرکش، در دوالرود (یا روذالروذ) سومین خندق را حفر کرد تا از شبیخون سپاهیان بابک در امان باشد. از خندق سوم افشین تا البذ یک فرسنگ بیشتر فاصله نبود. طبری (سلسله سوم، ص ۱۱۸۷) فاصلة خندق سوم افشین را تا البذ دو فرسنگ می‌نویسد که کمابیش با فاصلة دهکدة قلعة برزند کنونی به‌طور مستقیم به طرف غرب (تا قره سو) مطابقت می‌کند. اما بنابر آنچه از مطالب ابن خرداذبه برمی آید، از برزند تا بذ حدود هفت فرسنگ بود. بابک پس از شکست و گرفتار شدن مدتی در برزند زندانی بود. بنا به نوشتة اصطخری فاصلة برزند تا اردبیل پانزده فرسنگ بوده‌است (ص ۱۹۲) که آن را سه روزه طی می‌کرده‌اند (یعقوبی، ص ۲۷۱) و برزند تا وَرْثان (مرز کورة آذربایجان با اَران *) نیز چهارده فرسنگ فاصله داشته‌اند (اصطخری، ص ۱۹۲).
در قرن چهارم، مَقْدسی، برزند را شهری کوچک به شمار آورده و آن را بازار ارمنستان و بارکده‌ای مفید و پاکیزه در کورة آذربایجان دانسته‌است. از مطالب مقدسی (ص ۳۷۸) چنین برمی آید که در قرن چهارم برزند از لحاظ تجاری مهم بوده و با ارمنستان و دیگر سرزمینها پیوندهای بازرگانی داشته‌است نویسندة حدودالعالم (ص ۱۵۹) نیز در قرن چهارم از محصولات برزند به جامة قَطیفة آن اشاره می‌کند. ظاهراً پیش از حمله مغول برزند اعتبار خود را از دست داده بود، زیرا یاقوت (ج ۱، ص ۵۶۲) آن را شهری پراهمیت ندانسته‌است. در قرن هشتم حمدالله مستوفی (ص ۹۰) می‌نویسد: برزند به اندازة دهی معمور و حاصلش غله و هوایش به گرمی مایل است. به نوشتة ابوبکر قطبی اَهَری (گ ۴۳ـ۴۴) جانی بیگ از سلاطین ازبک در ۷۵۸ در جنگ با ملک اشرف چوپانی از طریق برزند وارد تومان مشکین شد.